# كلوديت شاربونيو تيسو
كلوديت شاربونيو تيسو (بالإنجليزية: Aude)‏‏ (1947 في مونتريال - 25 أكتوبر 2012 في مدينة كيبك) كاتِبة، وروائية، وكاتبة للأطفال من كندا.

## التعليم
تعلمت كلوديت شاربونيو تيسو في:
- جامعة لافال